# Le Quatrième Mousquetaire
Pour plus de détails, voir Fiche technique et Distribution.
Le Quatrième Mousquetaire (I quattro moschettieri) est un film franco-italien réalisé par Carlo Ludovico Bragaglia, sorti en 1963.

## Fiche technique
- Titre original : I quattro moschettieri
- Titre français : Le Quatrième Mousquetaire
- Réalisation : Carlo Ludovico Bragaglia
- Scénario : Bruno Corbucci et Giovanni Grimaldi
- Musique : Gianni Ferrio
- Pays d'origine : Italie - France
- Genre : comédie
- Date de sortie : 1963

## Distribution
- Aldo Fabrizi : Bouboule
- Nino Taranto : Frisson
- Erminio Macario : Dubois
- Carlo Croccolo : Lapin
- Lisa Gastoni : Milady de Winter
- Carla Marlier : Constance Bonacieux
- Béatrice Altariba : Anne d'Autriche
- Peppino De Filippo : Cardinal Richelieu
- Francesco Mulè : Louis XIII
- Georges Rivière : D'Artagnan
- Betto Di Paolo : Aramis
- Ferdinando Poggi : Athos
- Andrea Aureli : Porthos
- Francis Lane : Bonacieux
- Franco Ressel : Lord Buckingham
- Alberto Bonucci : Cyrano de Bergerac
- Anna Campori